# 品川CC ブルザイズ
品川CC ブルザイズ(しながわCC ブルザイズ、英: Shinagawa CC Bullseyes)は、日本の東京都品川区に本拠地を置くアメリカンフットボールのクラブチーム。Xリーグ1部のX1 Areaに所属する。「複数市民オーナー制」を採用している。ホームタウンは東京都港区と品川区。歴代キャプテンは鈴木瑛二、嚴宗博、亀山佑侍らが務め、現在は住谷優太が務めている。

## 概要
ブルザイズは、創部より特定のスポンサー企業を持たずに「複数市民オーナー制」を採用する、Xリーグ初の市民チームである。設立当初は、選手・スタッフらの自己資金で運営されており、当初はIリーグと呼ばれる独自リーグを組織して試合を行っていた。1995年に関東社会人リーグの2部へ加入した。1996年から現在のX3に加盟予定であったが、運営基盤が脆弱と判断されたためメトロポリタンリーグで1年活動。1997年から現在のオーナー制を採用し、Xリーグに加盟した。
2022年5月23日、ブルザイズは、品川を拠点にサッカークラブやチアダンスチーム、3人制バスケットボールチームなどを運営する「品川カルチャークラブ（品川CC）」と合流し、チーム名を「ブルザイズ東京」から「品川CC ブルザイズ」に変更した。これに伴い、ホームタウンも品川エリアに拡大し、品川エリア10万人の市民チームを目指して活動を拡大させた。

## 歴史
- 1993年3月チーム設立。独立リーグ「Iリーグ｣を組織してリーグ戦を行う。
- 1994年 日本社会人アメリカンフットボール協会に準加盟を果たし、準加盟リーグで全勝優勝。
- 1995年 関東社会人2部リーグに所属し、ブロック優勝。同1部との入替戦にも勝利する。
- 1996年 「Xリーグ」発足に伴うリーグ再編によりメトロポリタンリーグⅠ部に所属し、全勝優勝。
- 1997年 メトロポリタンリーグⅠ部所属。優勝（6勝0敗）
- 1998年 Jr.Ｘカンファレンス移行。1勝3敗（Ａブロック）
- 1999年 X3 CENTRAL 優勝 （5勝0敗）
- 2000年 X3 CENTRAL 2位 （4勝1敗）
- 2001年 X3 CENTRAL 優勝 （4勝1敗）X2-X3入替戦勝利。
- 2002年 X2 EAST 5位 （1勝4敗）
- 2003年 X2 CENTRAL6位 （5敗）　日本美容専門学校のスポンサード　チアリーダーOxlip
- 2004年 X2 EAST4位（2勝3敗）
- 2005年 X2 EAST 優勝 （5勝0敗） X-X2入替戦敗退 下館ゴルフ倶楽部のスポンサード
- 2006年 X2 CENTRAL 優勝 （3勝2分）X-X2入替戦、X空位決定戦敗退。
- 2007年 X2 CENTRAL 優勝 （4勝1敗）X-X2入替戦敗退。
- 2008年 X2 CENTRAL 優勝 （5勝0敗） ROCKBULLの入替戦辞退によりXリーグ昇格。
- 2009年 X CENTRAL
- 2010年 X EAST 1st Stage 1勝4敗　2nd Stage 0勝2敗　総合10位
- 2011年 X EAST 1st Stage 1勝4敗　2nd Stage 1勝1敗　総合10位
- 2012年 X EAST 1st Stage 1勝4敗　2nd Stage 0勝2敗　総合11位　入替戦［警視庁戦］敗退／X2降格
- 2013年 X2 CENTRAL 3位（4勝1敗）
- 2014年 X2 EAST　3位(3勝2敗)
- 2015年 X2 EAST 優勝（5勝0敗）　昇格戦勝利によりXリーグ昇格
- 2016年 X-League Central Division
- 2017年 X2 EAST 優勝（5勝0敗）　X1-X2昇格線敗退
- 2018年 X2 EAST 優勝、X1 Area自動昇格

## チームの特徴

### 複数市民オーナー制
通常、実業団チームやクラブチームは特定企業からのスポンサードを得て運営費用を賄っているが、ブルザイズは、1997年度よりNFLのグリーンベイ・パッカーズの市民株主(オーナー)制度を応用し、 複数市民オーナー制（通称：グリーンベイ方式)を創設。複数の個人オーナー及び法人スポンサーからの年会費をチーム運営費に充当する制度を採用している。2021年現在、6社のオフィシャルパートナー、12名の個人オーナー、300名以上の後援会員がチームを支援。

### チーム名の由来
英語の"bull's eye"には「目標を達成すること」「標的の中心」という意味が有り、"Bullseyes"とは「一番に向かって自らチャレンジする人達」という意味の造語である。ヘルメットのマークはそれをモチーフに、雄牛をデザインしている。

### チームカラー
プルンシャンブルー・ホワイト・レッド
ヘルメットの塗装はマジョーラと呼ばれる分光性塗料で塗られており、光の当たり方によって色合いが変化する。アメリカンフットボールのヘルメット塗装としては初の事例であり、ホームタウンの品川区に本社を置く日本ペイントによって塗装されている。

## タイトル

### 社会人リーグ
東京スーパーボウル(1987年～2002年)
- 優勝：なし
- 準優勝：なし

ジャパンXボウル(2003年～2020年)
- 優勝：なし
- 準優勝：なし

ライスボウル(2021年～)
- 優勝：なし
- 準優勝：なし

()内はシーズン年度

### 社会人VS学生大会
ライスボウル(～2021年)
- 出場なし

()内はライスボウル開催年

## 成績

### 秋季リーグ戦成績
|  |  |  | 優勝 |  | 準優勝 |  | 昇格 |  | 降格 |

#### 2009年-2015年（3ステージ制）
| 年度 | 所属      | 1stステージ | 1stステージ | 1stステージ | 1stステージ | 2ndステージ                                 | Finalステージ                               |
| 年度 | 所属      | 勝          | 敗          | 分          | 順位        | 2ndステージ                                 | Finalステージ                               |
| ---- | --------- | ----------- | ----------- | ----------- | ----------- | ------------------------------------------- | ------------------------------------------- |
| 2009 | X CENTRAL | 0           | 7           | 0           | 6位         | X1-X2入替戦勝利（対電通）、X1残留           | X1-X2入替戦勝利（対電通）、X1残留           |
| 2010 | X EAST    | 1           | 7           | 0           | 5位         | Buttle9：0勝2敗                             |                                             |
| 2011 | X EAST    | 1           | 6           | 0           | 5位         | Battle9：1勝1敗                             |                                             |
| 2012 | X EAST    | 1           | 6           | 0           | 6位         | X1-X2入替戦敗退（対警視庁）、X2降格         | X1-X2入替戦敗退（対警視庁）、X2降格         |
| 2013 | X2        | 5           | 2           | 0           | 2位         | X2セミファイナル勝利（対Sony Solidstate）   | X2セミファイナル勝利（対Sony Solidstate）   |
| 2014 | X2        | 4           | 2           | 0           | 2位         | X2セミファイナル敗退（対富士ゼロックス）    | X2セミファイナル敗退（対富士ゼロックス）    |
| 2015 | X2        | 5           | 0           | 0           | 1位         | X1-X2入替戦勝利（対富士ゼロックス）、X1昇格 | X1-X2入替戦勝利（対富士ゼロックス）、X1昇格 |

#### 2016年-2018年（2ステージ制）
| 年度 | 所属      | レギュラーシーズン | レギュラーシーズン | レギュラーシーズン | レギュラーシーズン | プレーオフ                                         |
| 年度 | 所属      | 勝                 | 敗                 | 分                 | 順位               | プレーオフ                                         |
| ---- | --------- | ------------------ | ------------------ | ------------------ | ------------------ | -------------------------------------------------- |
| 2016 | X CENTRAL | 2                  | 7                  | 0                  | 6位                | X1-X2入替戦敗退（対富士ゼロックス）、X2降格        |
| 2017 | X2        | 5                  | 2                  | 0                  | 1位                | X1-X2入替戦敗退（対BULLSフットボールクラブ）、残留 |
| 2018 | X2        | 5                  | 2                  | 0                  | 1位                | 自動昇格                                           |

#### 2019年-現在（Super・Area制）
| 年度 | 所属    | レギュラーシーズン | レギュラーシーズン | レギュラーシーズン | レギュラーシーズン | プレーオフ                              |
| 年度 | 所属    | 勝                 | 負                 | 分                 | 順位               | プレーオフ                              |
| ---- | ------- | ------------------ | ------------------ | ------------------ | ------------------ | --------------------------------------- |
| 2019 | X1 Area | 2                  | 4                  | 0                  | 9位                | ―                                       |
| 2020 | X1 Area | 1                  | 2                  | 0                  | -                  | 短縮日程のため交流戦のみ                |
| 2021 | X1 Area | 1                  | 5                  | 0                  | 11位               | X1-X2入替戦（対ホークアイ）、残留       |
| 2022 | X1 Area | 1                  | 6                  | 0                  | 8位                | X1-X2入替戦（対ブルーサンダース）、残留 |
| 2023 | X1 Area | 1                  | 6                  | 0                  | 8位                |                                         |

## その他
- 監督・代表を務めた大社充（松下政経塾6期生、特定非営利活動法人グローバルキャンパス理事長）は、京都大学ギャングスターズ出身、ポジションはQB。京大初の甲子園ボウル出場の立役者。NHK衛星放送におけるNFL解説者としても知られる。